# Slavko
Slavko je mužské rodné jméno slovanského původu. K roku 2020 v Česku žije 49 lidí se jménem Slavko. Je využívané především ve slovanských balkánských zemích.

## Známí nositelé
Známí nositelé jména Slavko jsou například:
- Slavko Avsenik – slovinský hudební skladatel a hudebník
- Slavko Ćuruvija – chorvatský spisovatel
- Slavko Goldstein – chorvatský historik, spisovatel, novinář a scenárista
- Slavko Grum – slovinský dramatik a prozaik
- Slavko Janevski – makedonský spisovatel a básník
- Slavko Kolar – chorvatský prozaik a dramatik
- Slavko Kulić – chorvatský filozof, politolog, ekonom a sociolog
- Slavko Löwy – chorvatský architekt
- Slavko Luštica - chorvatský fotbalista a trenér
- Slavko Mihalić – chorvatský básník
- Slavko Pintarić – chorvatský hudebník
- Slavko Pregl – slovinský spisovatel
- Slavko Štimac – srbský herec

Jako Slavko se někdy označují také:
- Slavek I. Hrabišic – zakladatel oseckého kláštera, nejvyšší komorník
- Slavek II. Hrabišic – syn Boreše I. Hrabišice
- Slávek III. Hrabišic – opat oseckého kláštera
- Slavek IV. z Rýzmburka – syn Boreše z Rýzmburka
- Slavek V. z Rýzmburka – syn Boreše IV. z Rýzmburka